# Toshiba
Toshiba (en japonés: 株式会社東芝 Tōshiba Kabushikigaisha?) es una compañía japonesa con sede en Tokio, dedicada a la manufactura de aparatos eléctricos y electrónicos. Ocupa el séptimo puesto en la lista de grandes compañías mundiales de su campo.
En la actualidad Toshiba ocupa el quinto puesto a nivel mundial en ventas de ordenadores portátiles, en la nueva línea llamada Dynabook con el 5.2 % de las ventas mundiales.
Entre sus competidores de equipos de gama alta tiene a la marca estadounidense Apple, la marca china Lenovo, las marcas estadounidenses Dell seguido por HP, entre otras marcas en el mercado mundial.
Durante el año comercial 2000-2001 la empresa facturó 5.951.357 millones de yenes y obtuvo un beneficio neto de 96 168 000 000 de yenes. Trabajan para Toshiba 107.000 empleados aproximadamente, según datos de 2023.

## Historia

En 1950, Tokyo Shibaura Denki pasó a llamarse Toshiba. Este logotipo, conocido como el "logotipo paraguas", se usó desde 1950 hasta 1969 y luego como logotipo principal entre 1969 y 1984. También se usó más tarde para los discos duros.

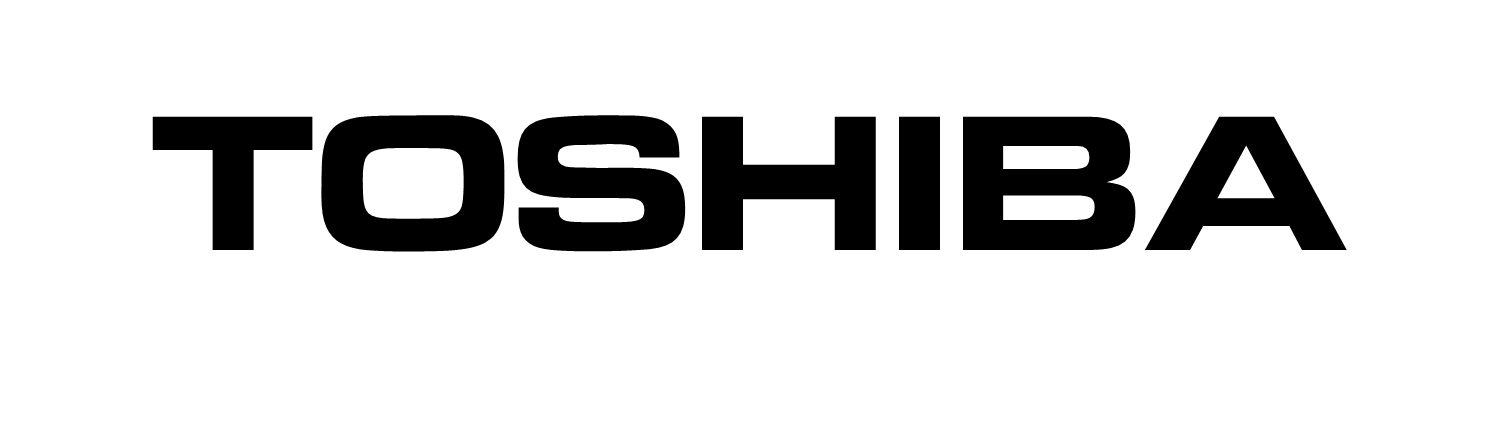
Logotipo secundario de Toshiba utilizado desde 1969 hasta 1984, utilizado junto con el logotipo de paraguas de arriba.

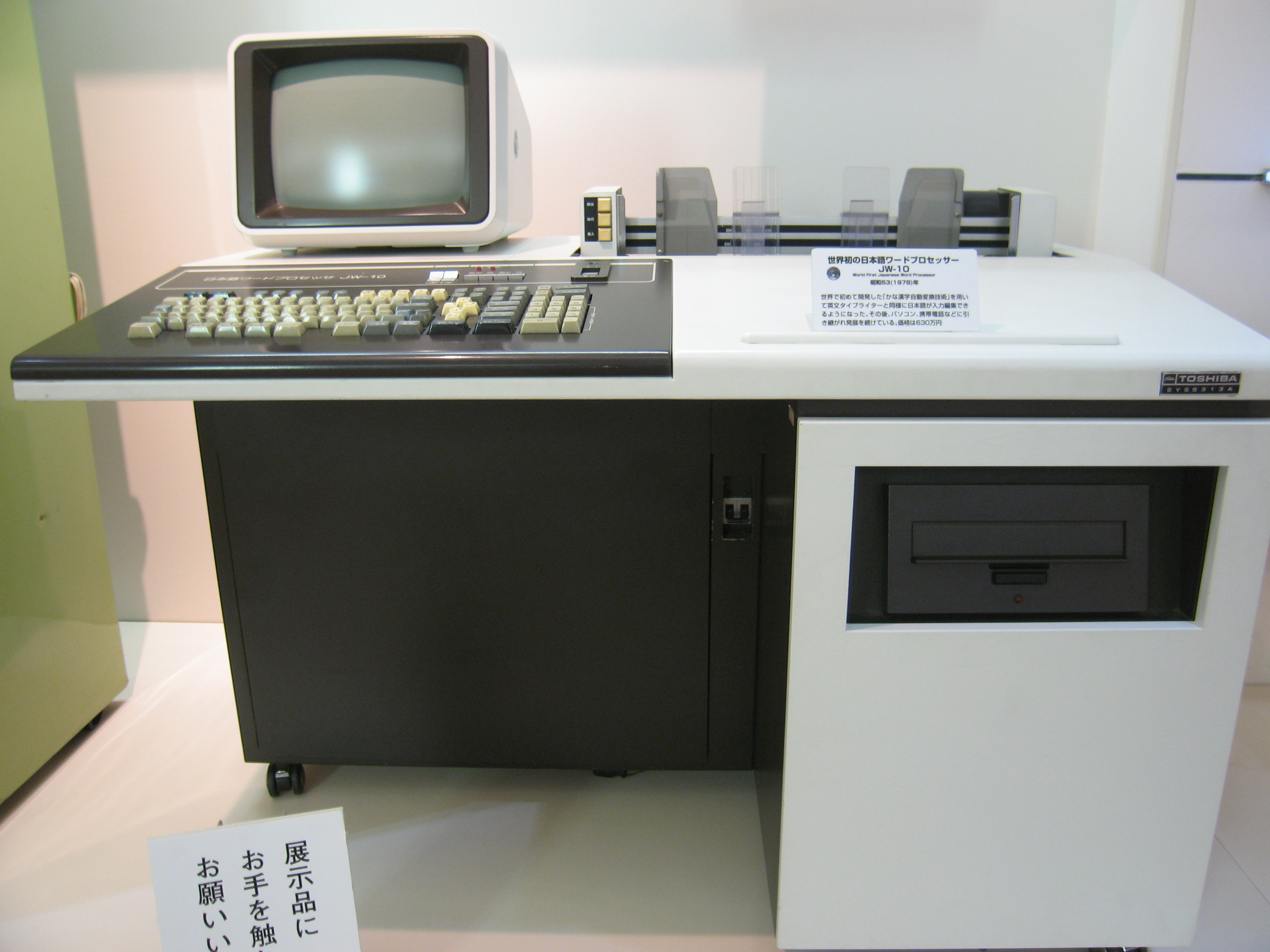
Primer procesador de textos japonés del mundo Toshiba JW-10 (1979)

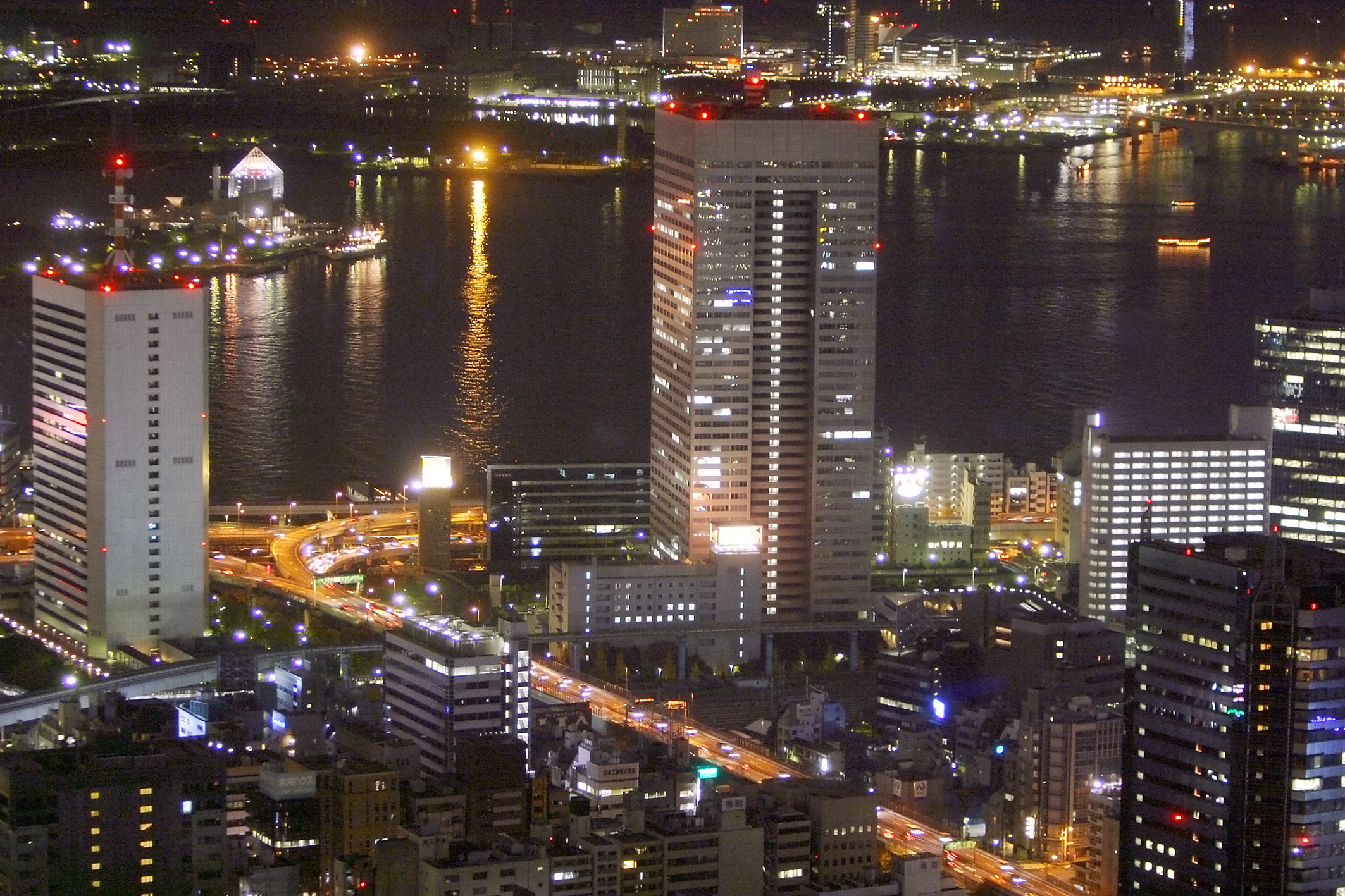
Vista nocturna de las instalaciones de Toshiba.

En 1876, Tanaka Hisashige inició un negocio de fabricación de partes para telégrafos con el nombre de Tanaka Seizo-sho. Por otro lado, en 1890 es fundada la empresa Hakunetsu-sha, pionera en el ramo de lámparas eléctricas en Japón y en 1890 cambia su nombre a Tokio Denki. En 1904, la compañía del señor Tanaka, rebautizada como Shibaura Seisaku-sho, era líder en la fabricación de aparatos eléctricos. Finalmente, en 1939 ambas empresas se unen para formar Tokyo Shibaura Denki (Compañía eléctrica de Tokyo) pero la gente pronto comenzó a llamarla To-Shiba, hasta que en 1978 adoptó el nombre Toshiba formalmente.
El grupo se expandió con fuerza, tanto por el crecimiento interno como por adquisiciones, absorbiendo compañías de ingeniería e industria primaria en los años 1940 y 1950, dando lugar a empresas subsidiarias a partir de los 1970s como Toshiba EMI (1960), Toshiba Electrical Equipment (1974), Toshiba Chemical (1974), Toshiba Lighting and Technology (1989) y Toshiba Carrier Corporation (1999).
La empresa en el año 1957 al 1962 vendió 50 coches eléctricos para los ferrocarriles Mitre y Sarmiento de Argentina para reemplazar la vieja flota de coches de origen inglés.
La empresa fue responsable de algunas primicias japonesas, como el Radar (1942), la TAC (1954), televisor de transistores y horno microondas (1959), videófono en color (1971), el vocablo en japonés procesador (1978), el sistema MRI (1982), computadora portátil (1982), siendo esta, primera que la Osboune (Epson HX-20) y la primera del mundo en ser comercializada, es el inventor de la memoria flash NAND, conocida como EEPROM en sus orígenes (1991), DVD (1995) y el Toshiba Libretto (1996).
En 1987 fue acusada de los cargos de venta ilegal de fresadoras computarizadas usadas para producir hélices para submarinos extremadamente silenciosos a la Unión Soviética, violando así el tratado CoCom (Coordinating Committee for Multilateral Export Controls), Comité Coordinador para el Control de la Exportación Multilateral) aprobado durante la Guerra fría. Este incidente enfrío las relaciones comerciales entre los Estados Unidos y Japón y terminó con la detención de dos importantes ejecutivos de la empresa, así como la imposición de sanciones por parte de ambos países.
Antes de la Segunda Guerra Mundial, Toshiba era miembro del grupo Mitsui zaibatsu (lit. conglomerado). A día de hoy, Toshiba forma parte del keiretsu Mitsui (multinacional) y todavía mantiene acuerdos preferentes con el Banco Mitsui y otros miembros del keiretsu. Pertenecer a un keiretsu implica lealtad, tanto corporativa como privada, a los otros miembros del keiretsu o sus aliados. Esta lealtad se extiende incluso hasta la cerveza que los obreros toman, que en el caso de Toshiba es la Asahi.
El 15 de noviembre de 2017, Hisense llegó a un acuerdo para adquirir el 95% de Toshiba Visual Solutions por US$113.6 millones.
En 2019 Toshiba cambia el nombre de la marca a Dynabook tras la compra de Sharp.

## Registro ambiental
Toshiba ha sido juzgada por hacer "pocos" esfuerzos para disminuir su impacto en el medio ambiente. En noviembre de 2012, ocuparon el segundo lugar en la 18.ª edición de Greenpeace de la Guía de Electrónica Más Ecológica, que clasifica a las empresas de electrónica según sus políticas en materia de productos, energía y operaciones sostenibles. Toshiba recibió 2,3 de los 10 puntos posibles, mientras que la empresa líder (WIPRO) recibió 7,1 puntos. En las categorías "Defensa de políticas de energía limpia", "Uso de plásticos reciclados en los productos" y "Política y práctica sobre el suministro sostenible de fibras para papel" se obtuvo una puntuación "cero".
En 2010, Toshiba informó que todos sus nuevos televisores LCD cumplen con los estándares de Energy Star y que 34 modelos superan los requisitos en un 30% o más.
Toshiba también se asoció con la Universidad Tsinghua de China en 2008 para formar una instalación de investigación centrada en la conservación de la energía y el medio ambiente. El nuevo Centro de Investigación de Energía y Medio Ambiente de Toshiba está ubicado en Beijing, donde cuarenta estudiantes de la universidad trabajarán para investigar equipos de energía eléctrica y nuevas tecnologías que ayudarán a detener el proceso de calentamiento global. A través de esta asociación, Toshiba espera desarrollar productos que protejan mejor el medio ambiente y salven a China. Este contrato entre la Universidad de Tsinghua y Toshiba comenzó originalmente en octubre de 2007 cuando firmaron un acuerdo sobre investigación conjunta en energía y medio ambiente. Los proyectos que llevan a cabo tienen por objeto reducir la contaminación de los automóviles y crear sistemas de energía que no afecten negativamente al medio ambiente.
El 28 de diciembre de 1970, Toshiba inició la construcción de la unidad 3 de la central nuclear de Fukushima Daiichi, que fue dañada en los accidentes nucleares de Fukushima I el 14 de marzo de 2011. En abril de 2011, el director ejecutivo Norio Sasaki declaró que la energía nuclear "seguiría siendo una opción fuerte" incluso después de los accidentes nucleares de Fukushima I.
A finales de 2013, Toshiba (Japón) entró en el negocio de la energía solar en Alemania, instalando sistemas fotovoltaicos en edificios de apartamentos.

## Productos, servicios y estándares
Toshiba ha tenido una gama de productos y servicios, incluidos acondicionadores de aire, productos electrónicos de consumo (incluidos televisores (Toshiba Visual Solutions, perteneciente a la multinacional Hisense) y reproductores de DVD y Blu-ray), sistemas de control (incluidos sistemas de control de tráfico aéreo, sistemas ferroviarios, sistemas de seguridad y sistemas de control de tráfico), equipos electrónicos de punto de venta, ascensores y escaleras mecánicas, electrodomésticos (incluidos frigoríficos y lavadoras), Toshiba Corporation servicios de TI, iluminación, materiales y componentes electrónicos, equipos médicos (incluidos escáneres de tomografía computarizada y resonancia magnética, equipos de ultrasonido y equipos de rayos X), equipos de oficina, equipos de telecomunicaciones comerciales computadoras personales, semiconductores, sistemas de energía (incluyendo turbinas eléctricas, celdas de combustible y reactores nucleares) sistemas de transmisión y distribución de energía, y pantallas TFT.

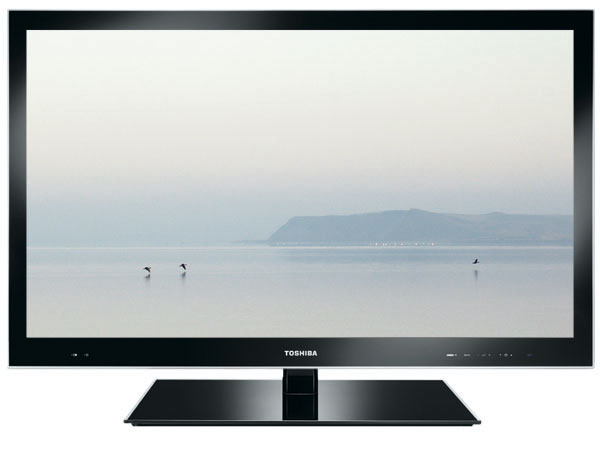
Televisor Toshiba
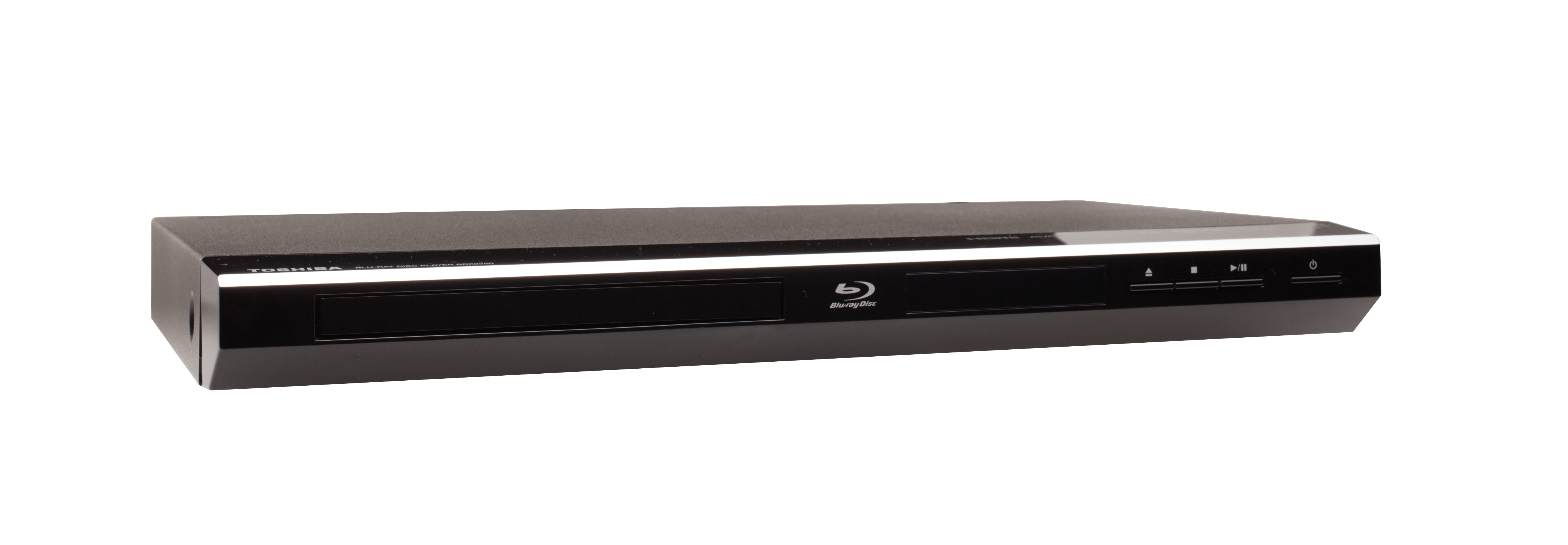
Reproductor de discos Blu-ray Toshiba
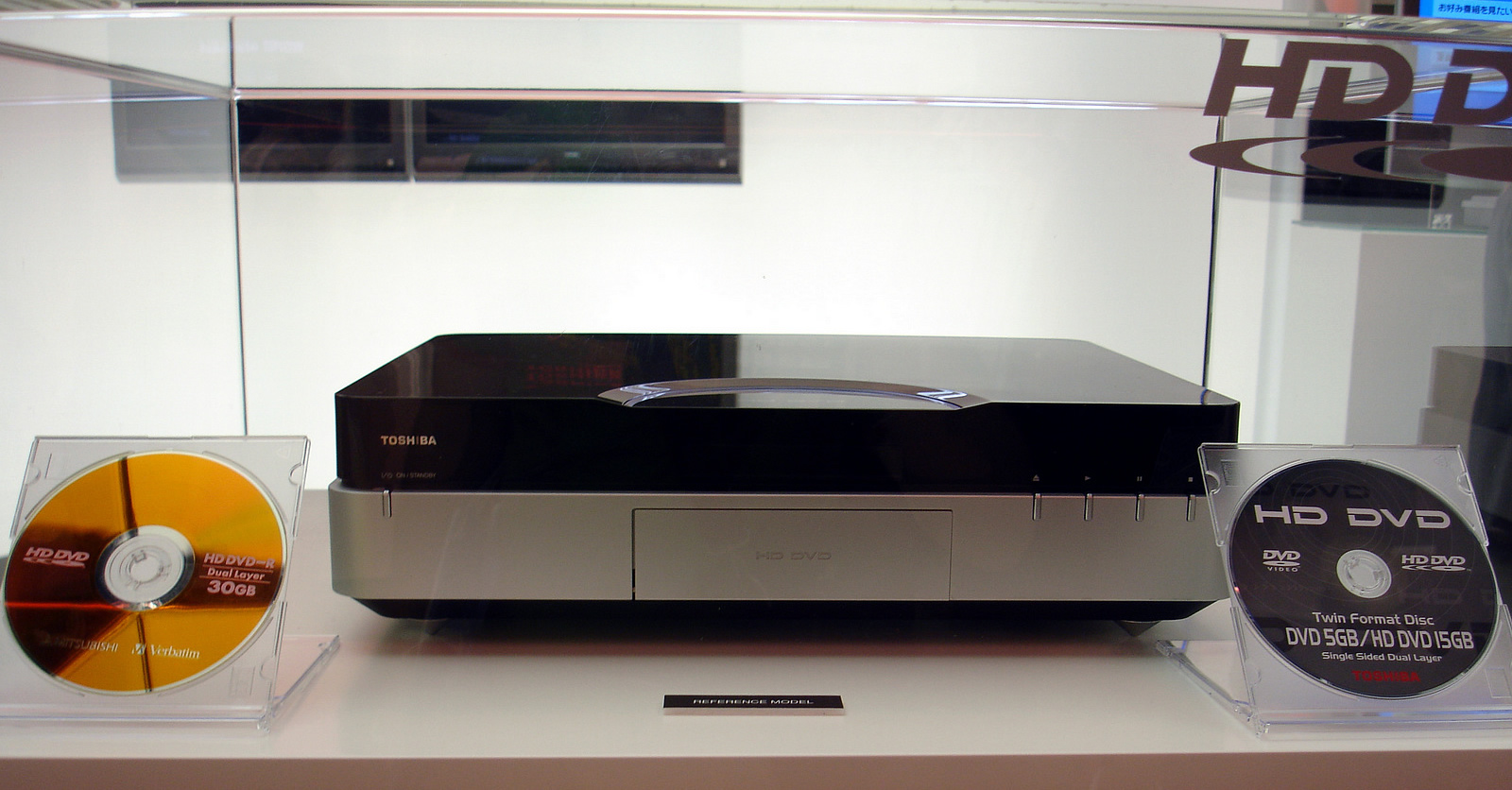
Reproductor de HD-DVD Toshiba
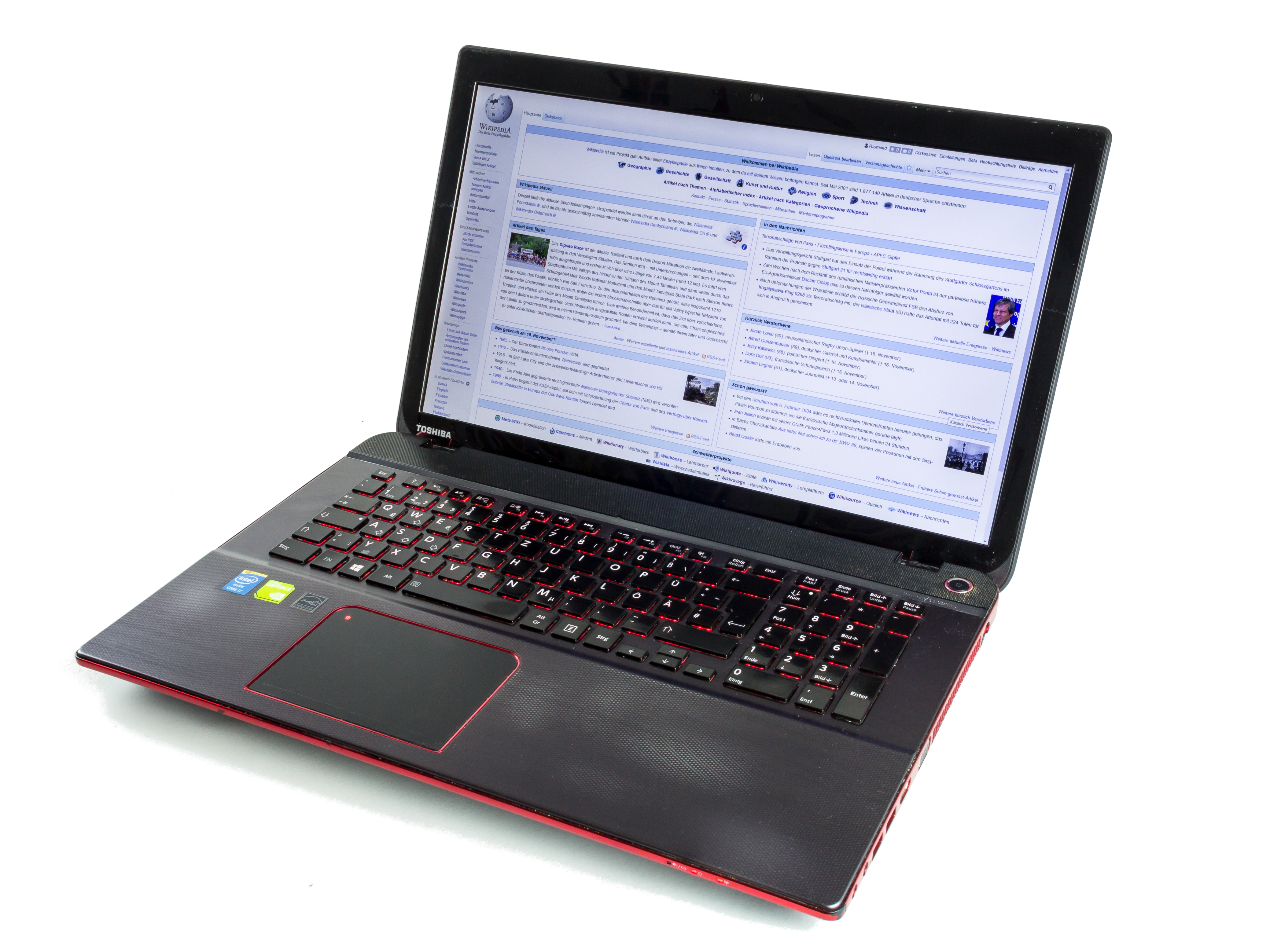
Toshiba Qosmio notebook
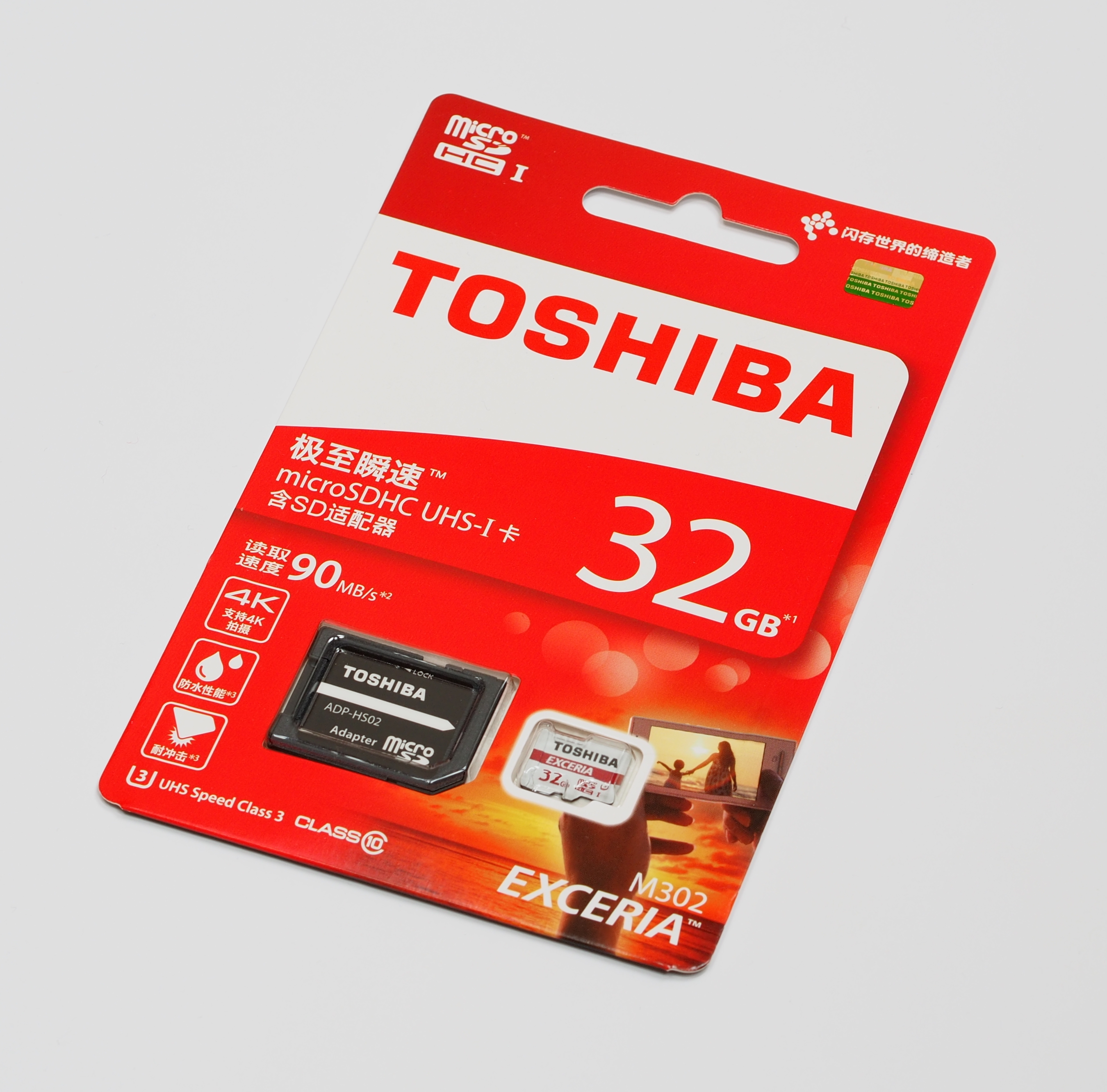
Tarjeta microSD Toshiba
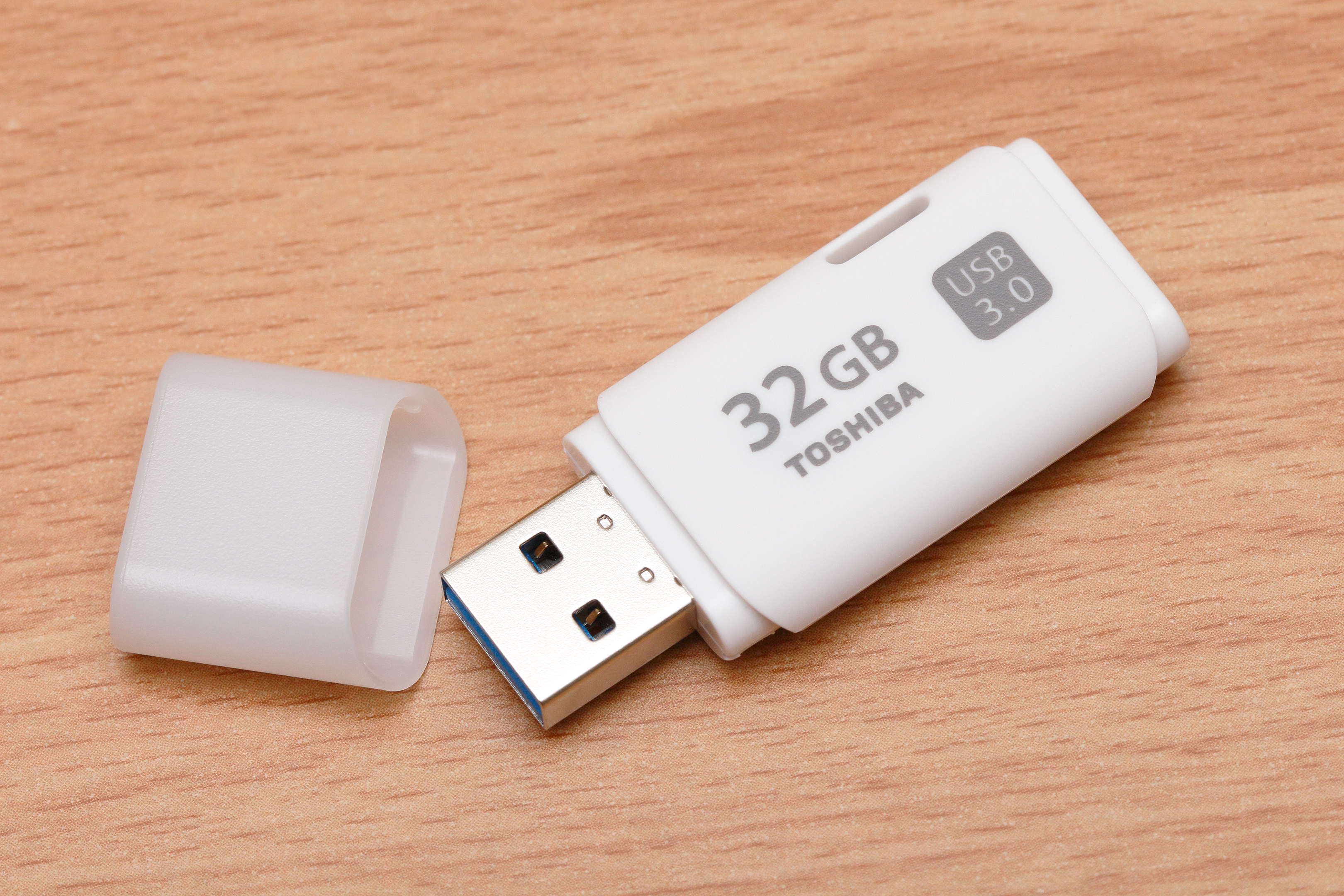
Memoria USB Toshiba
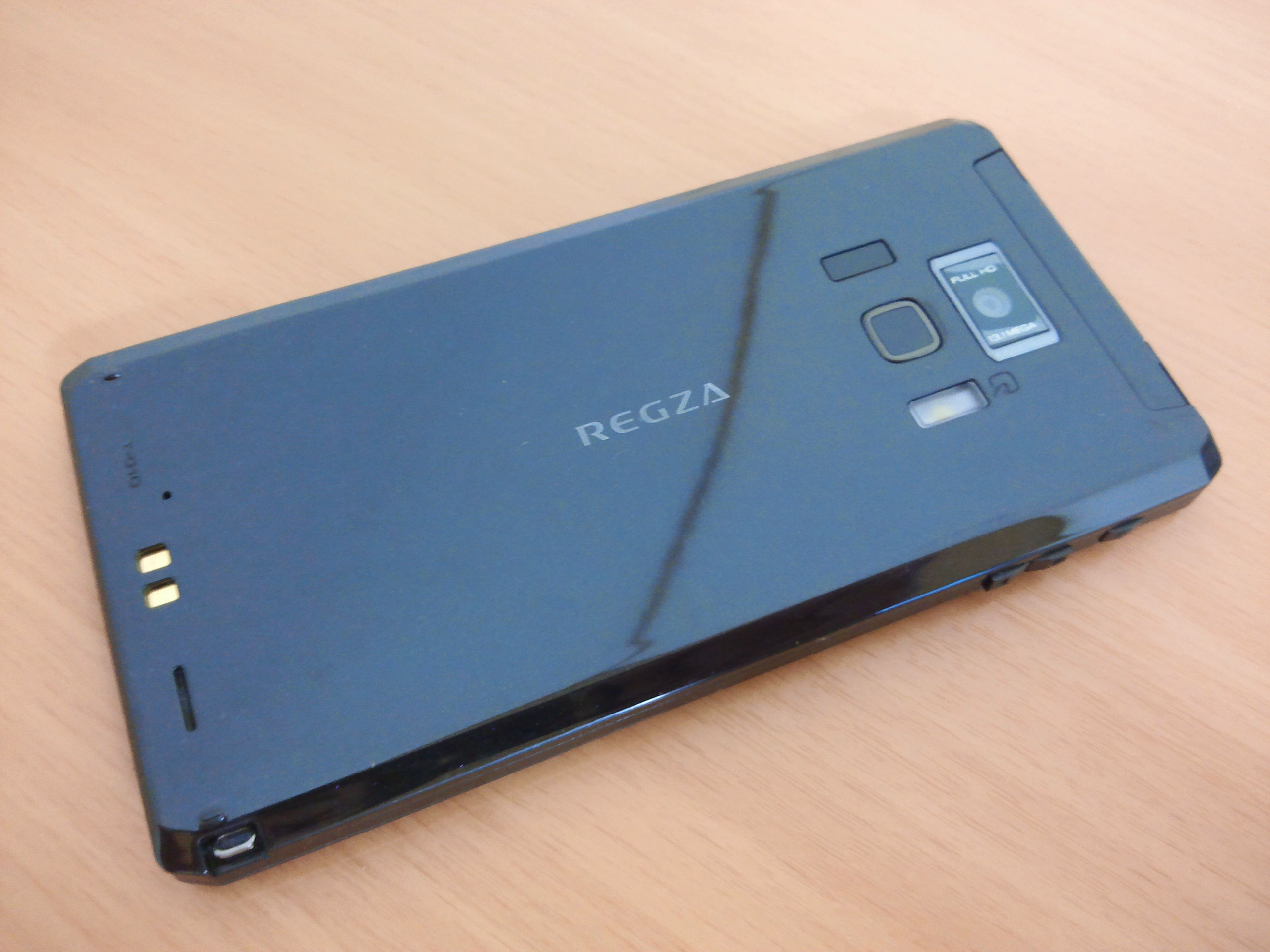
Fujitsu Toshiba Regza smartphone
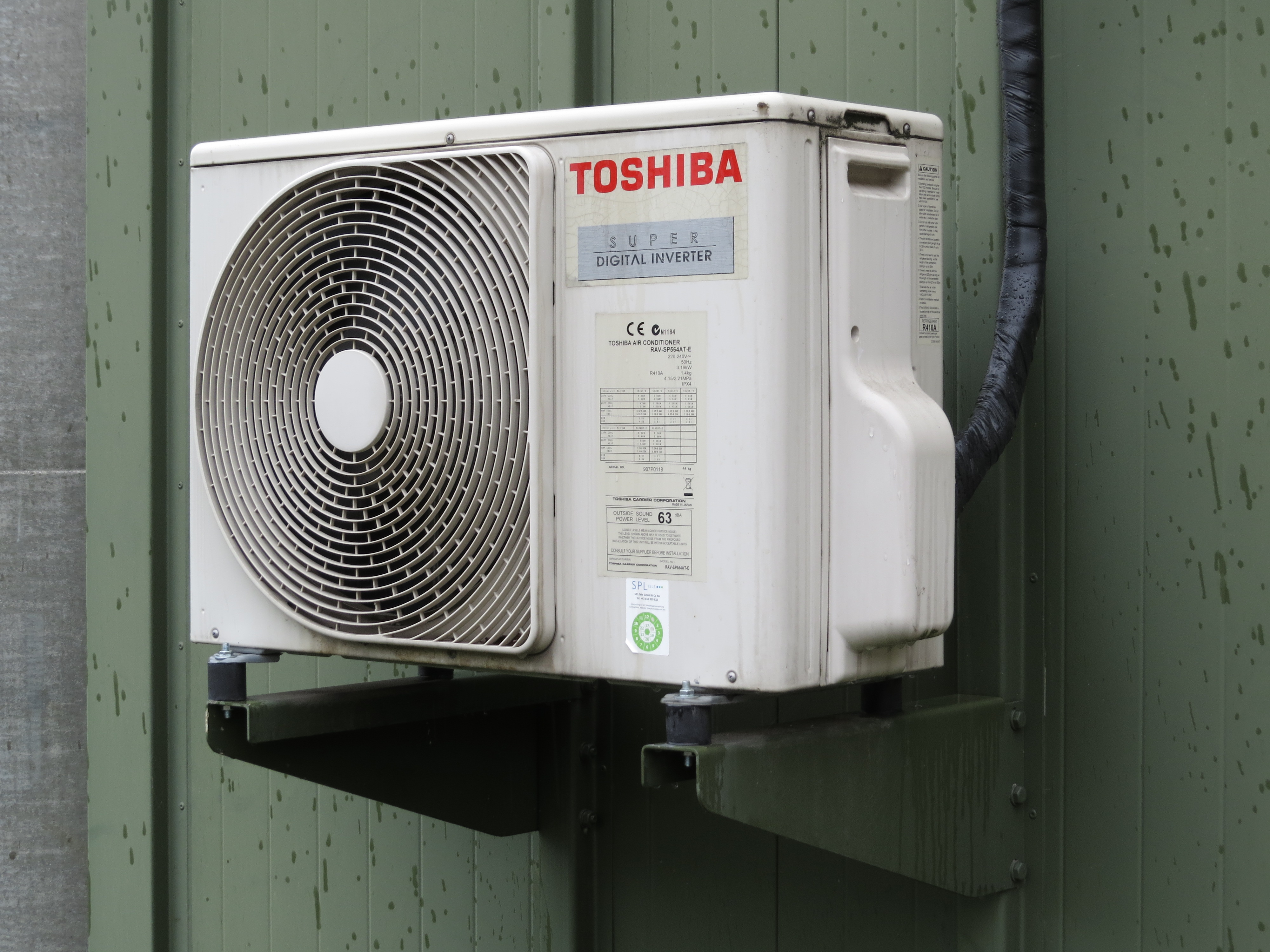
Aire acondicionado Toshiba
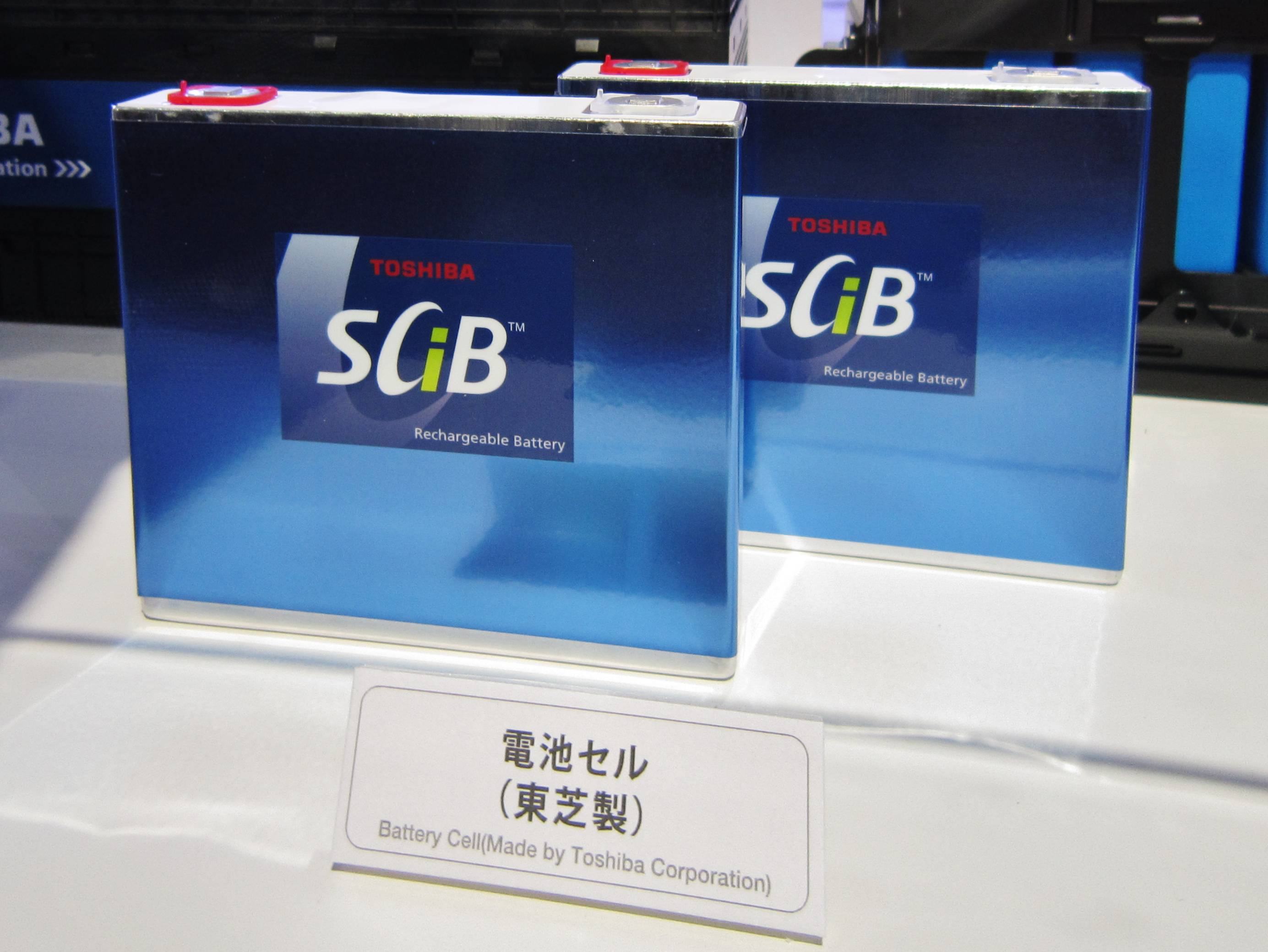
Batería recargable Toshiba SCiB
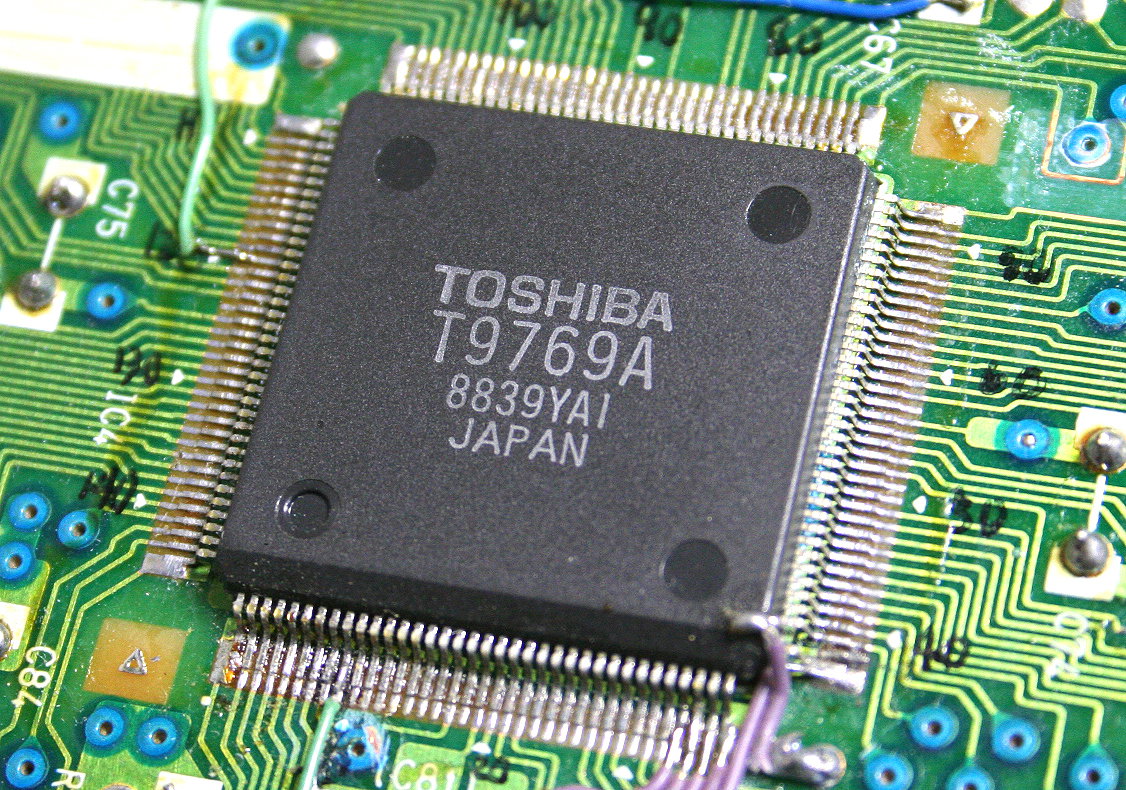
Circuito integrado Toshiba T9769A
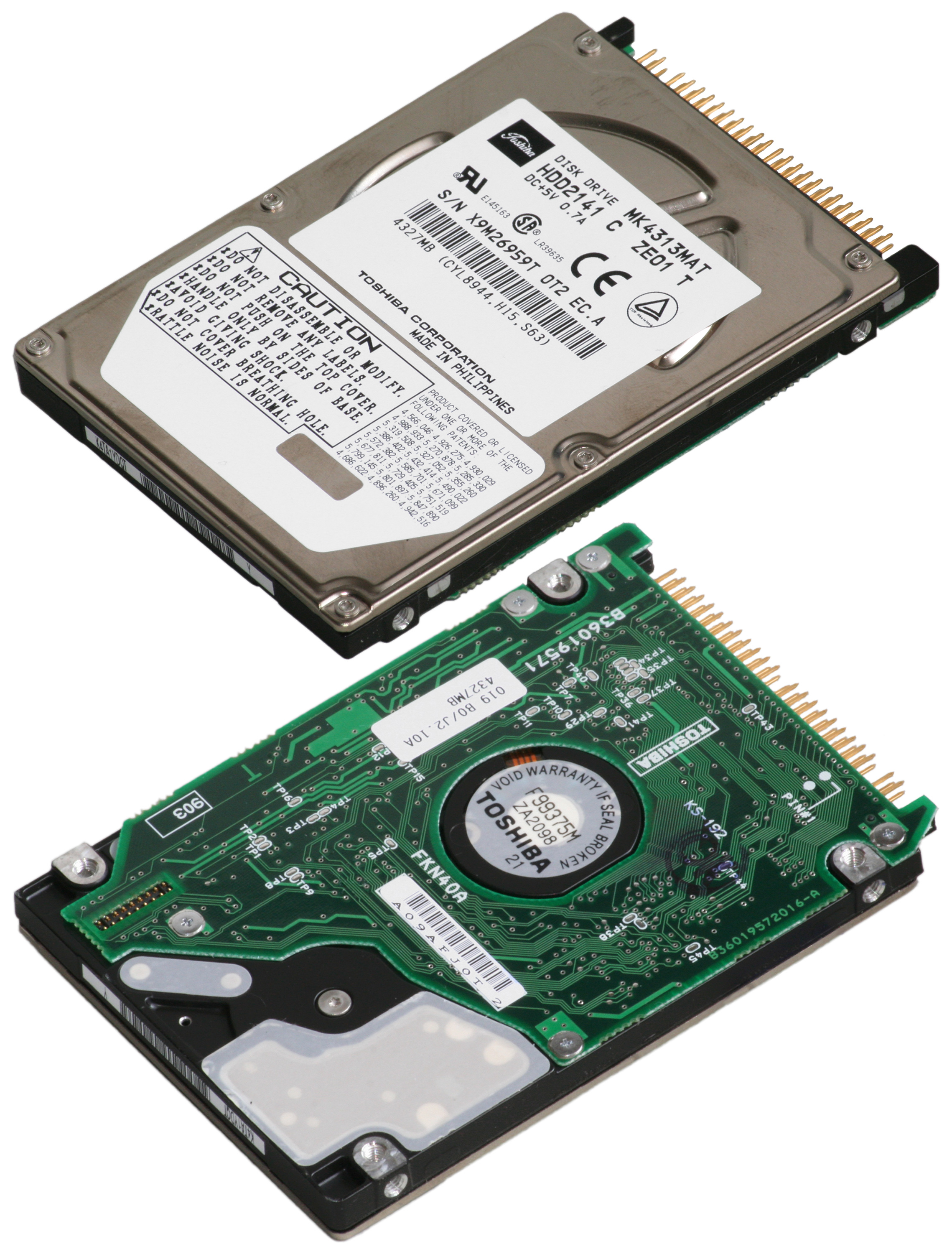
Disco duro Toshiba MK4313MAT
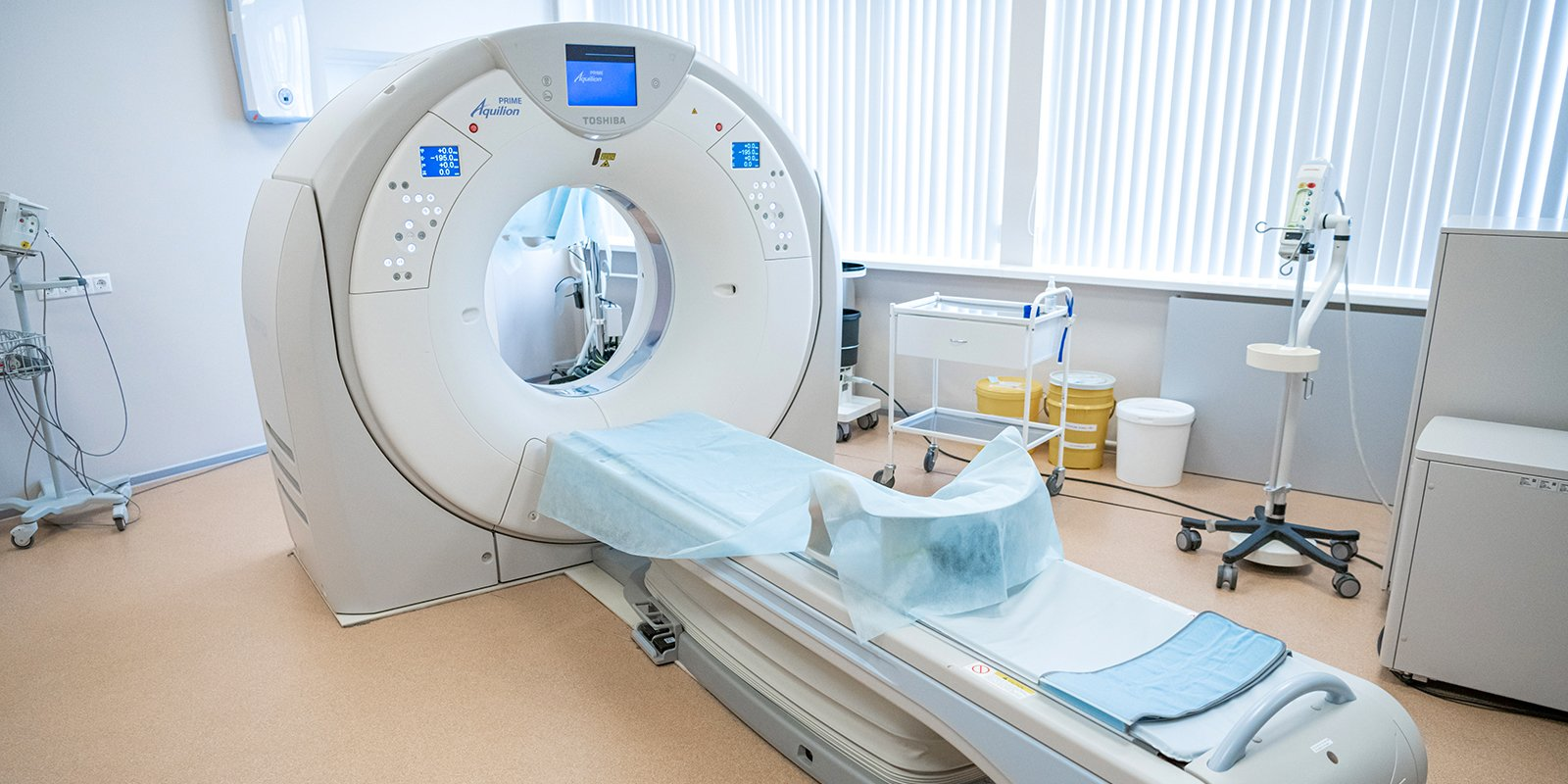
Toshiba Aquilion Prime CT scanner
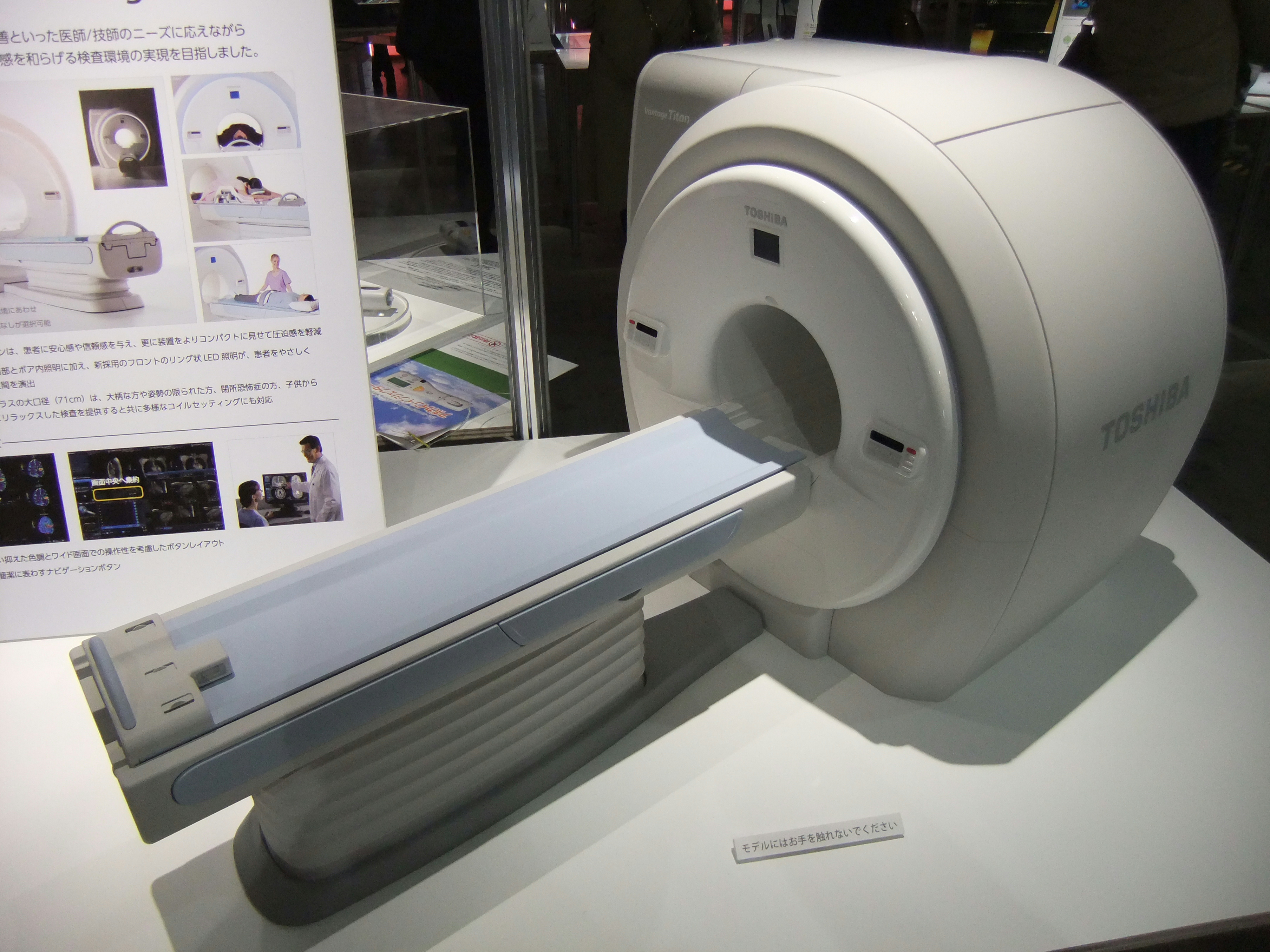
Escáner de resonancia magnética Toshiba Vantage Titan MRT-2004
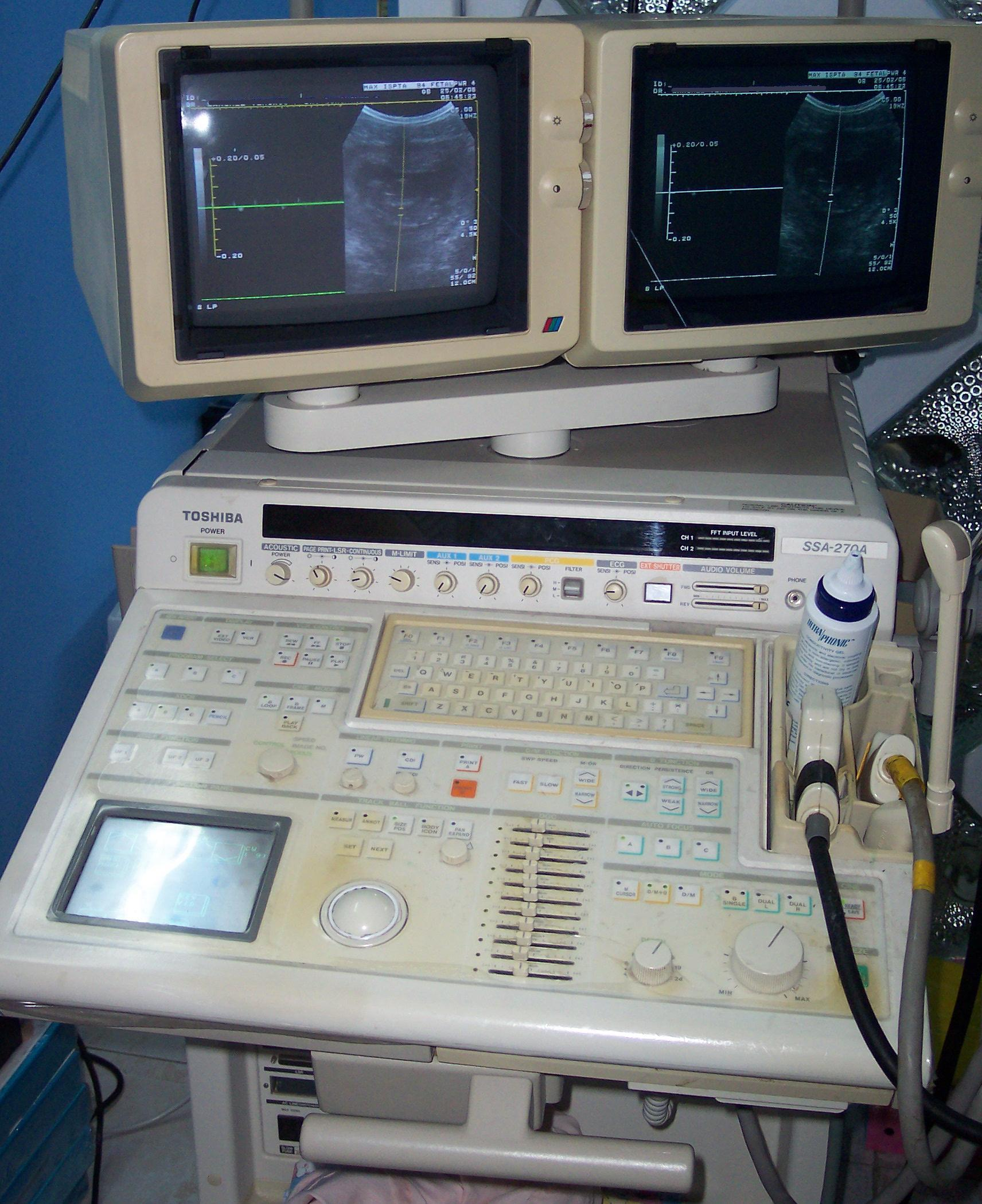
Escáner de ultrasonido médico Toshiba
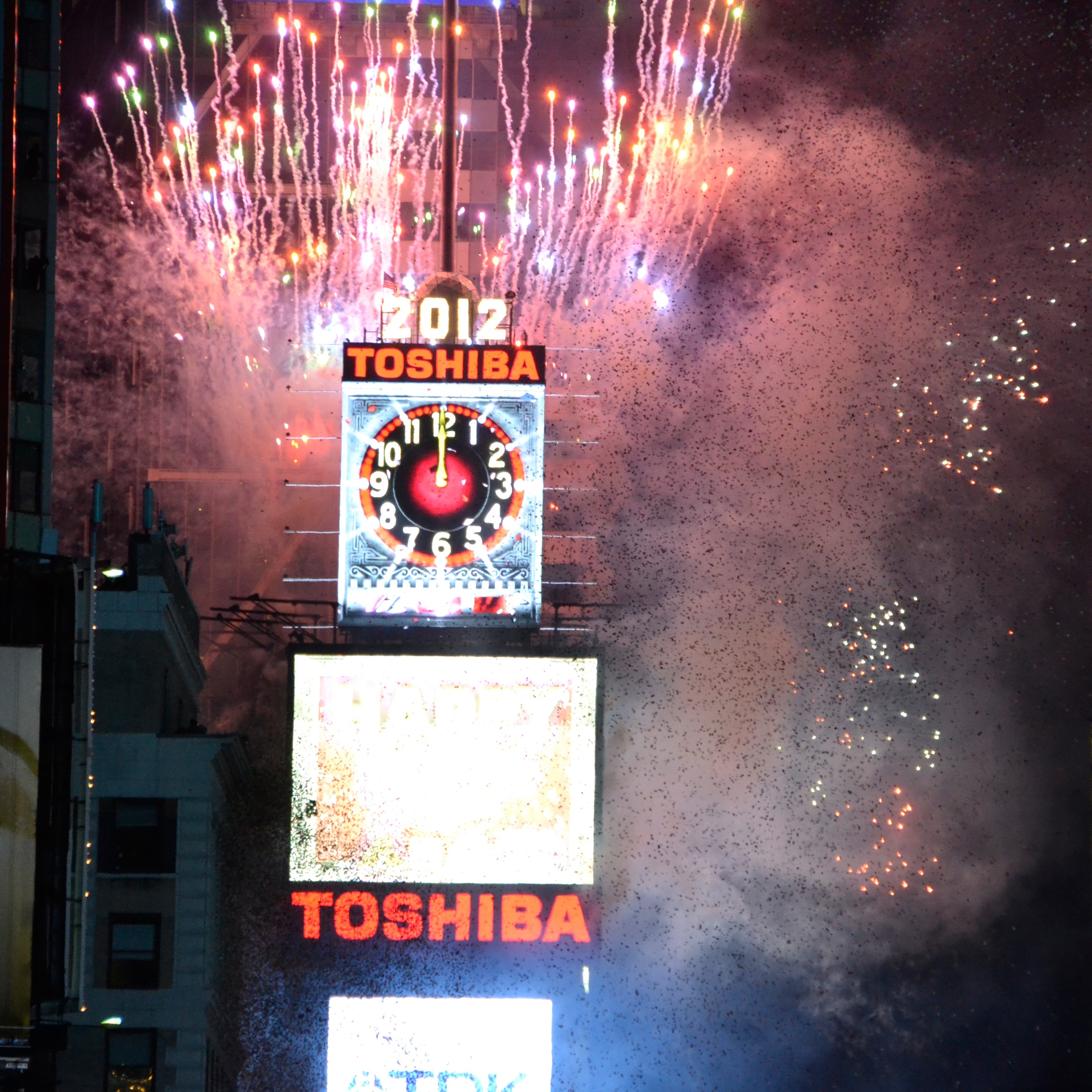
Pantalla ToshibaVision en uso durante el ball drop en Times Square de 2008 a 2018
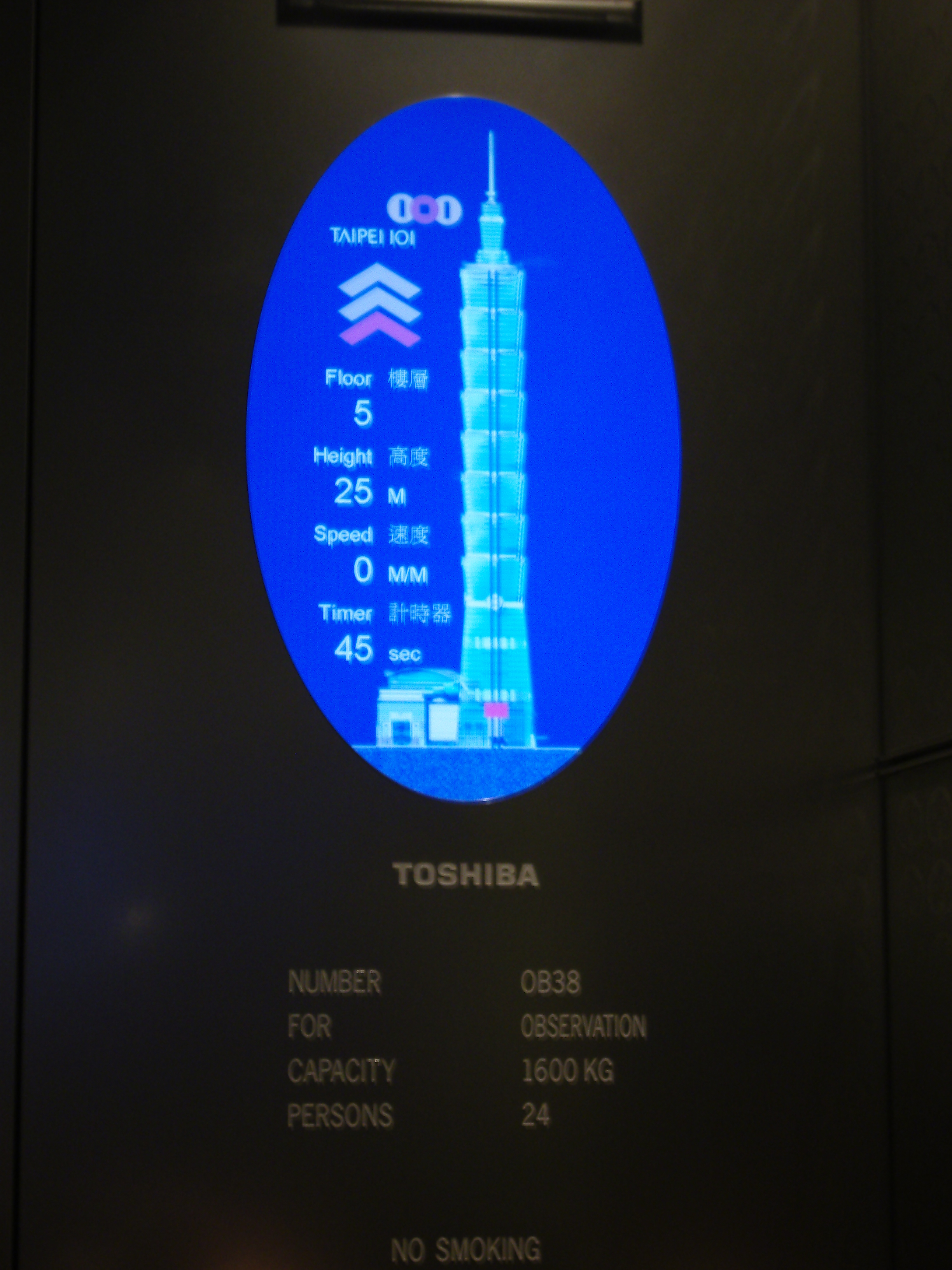
Ascensor Toshiba en Taipei 101
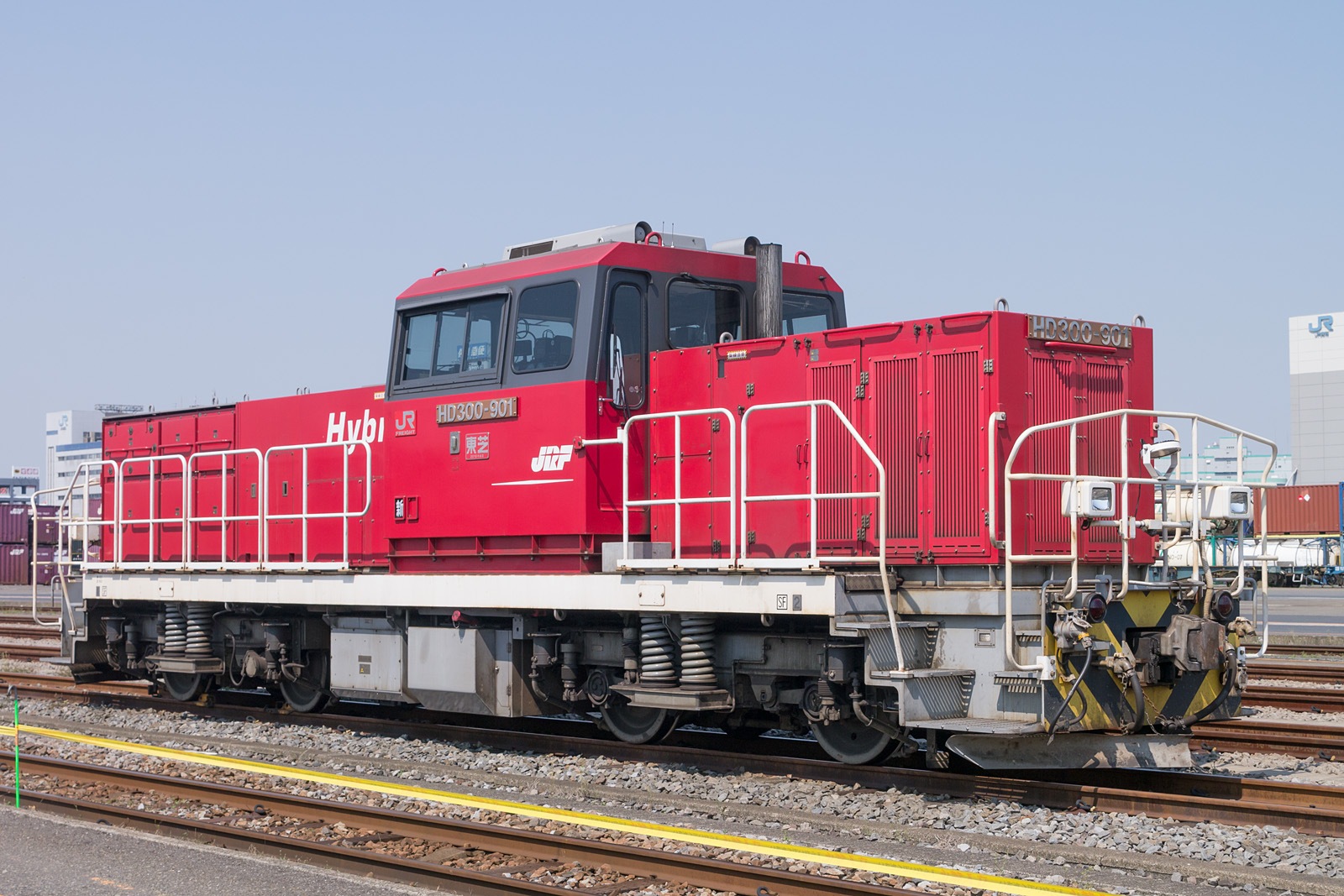
Locomotora Toshiba Class HD300
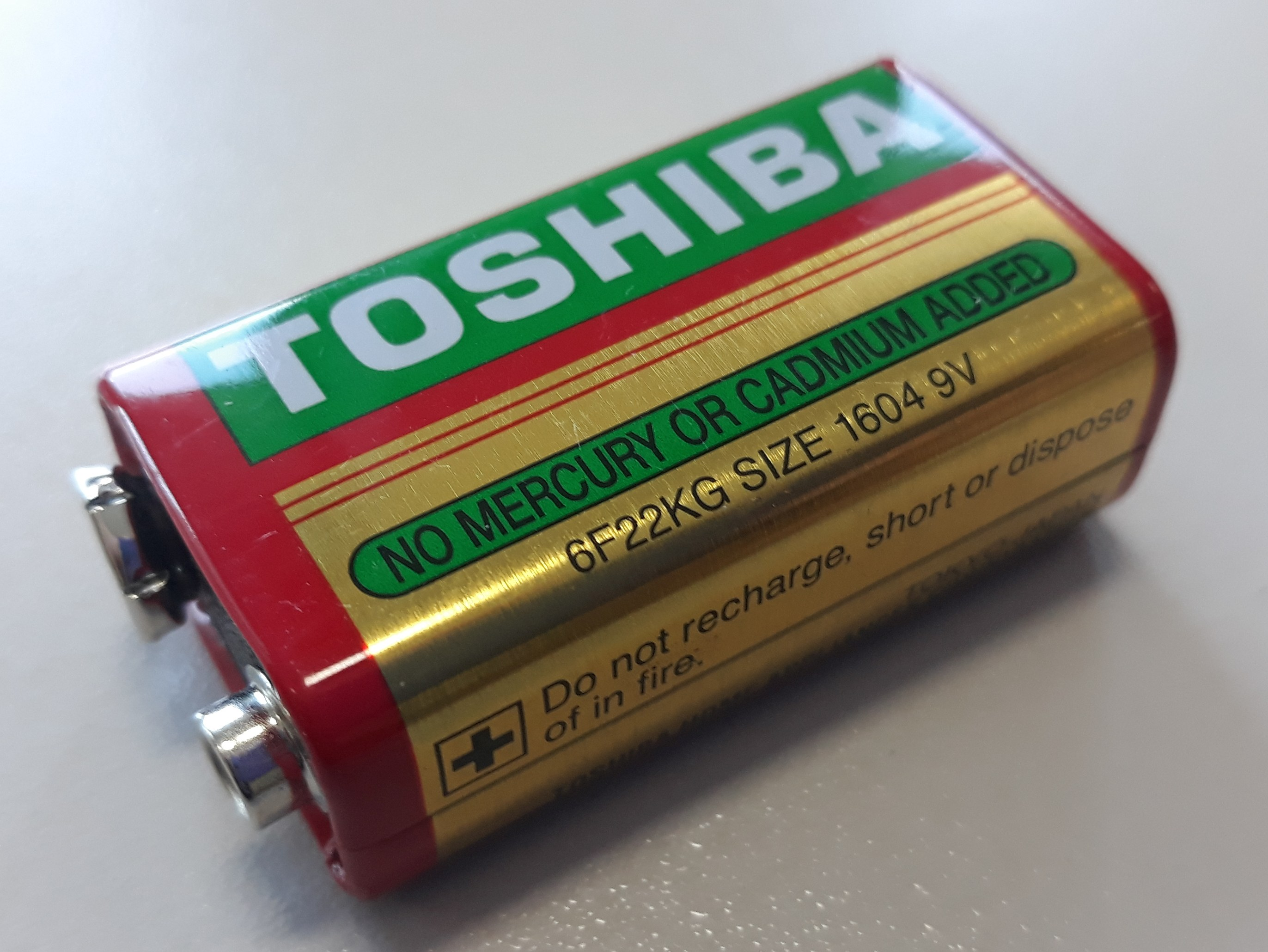
Batería Toshiba
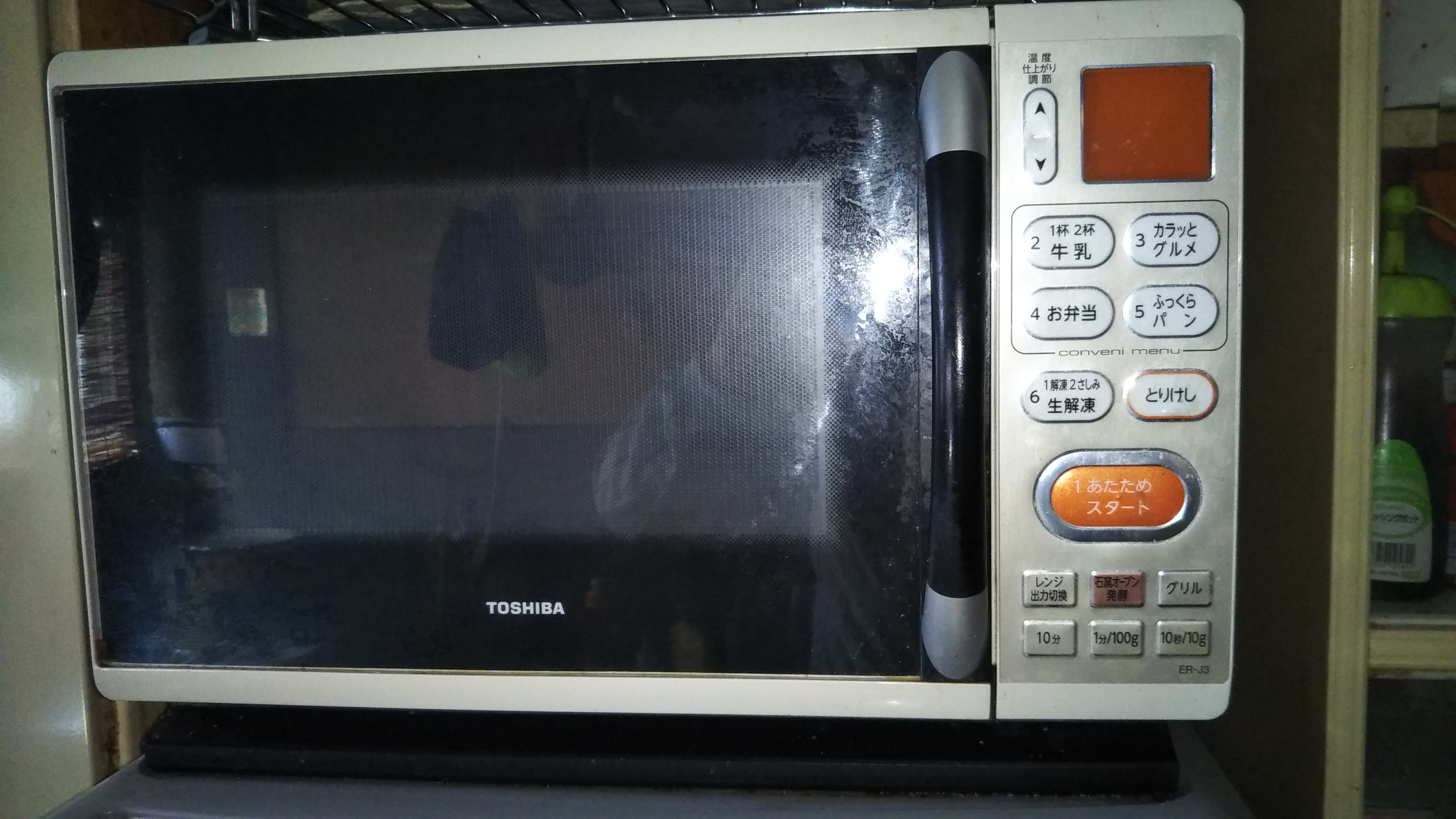
Horno microondas Toshiba
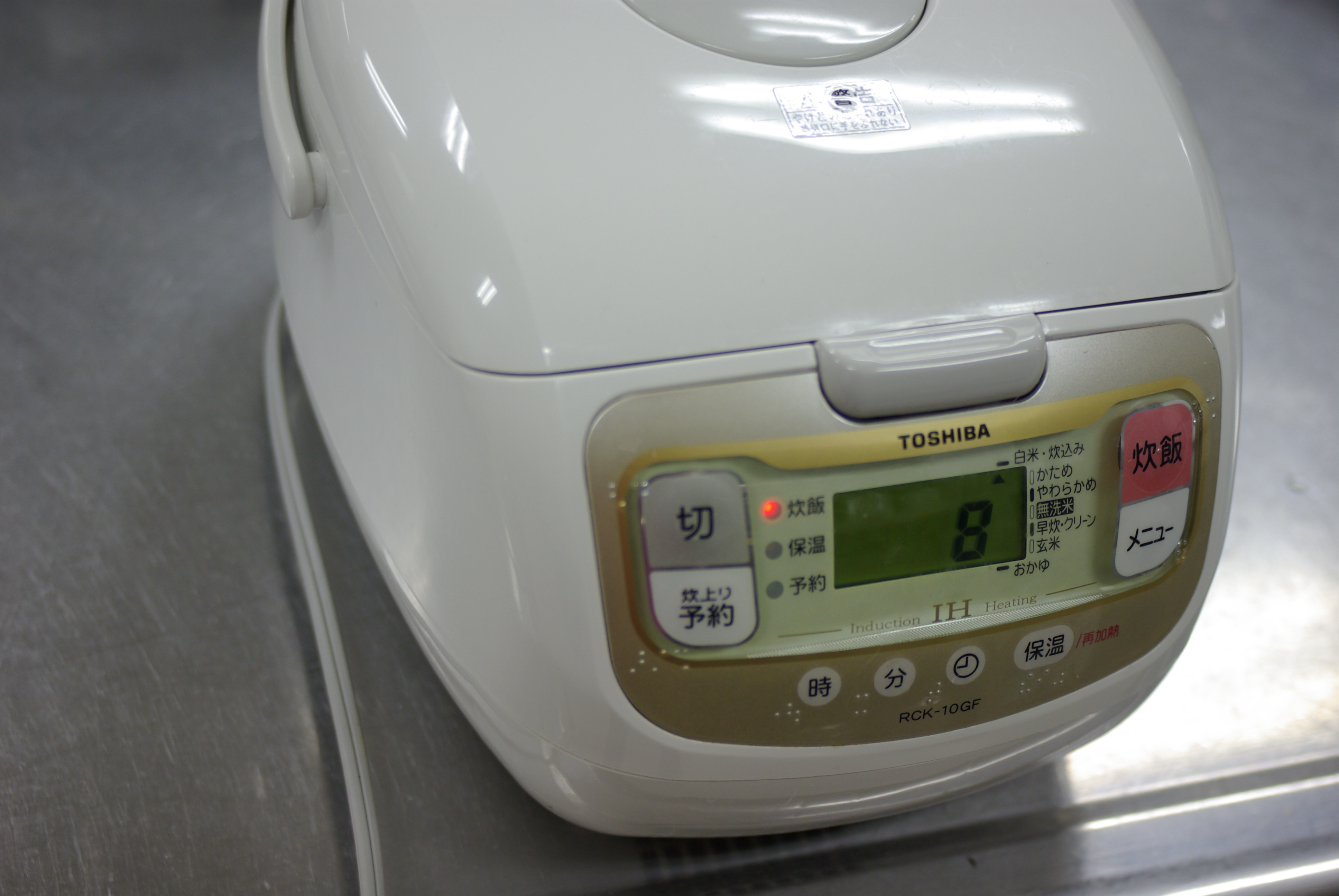
Olla arrocera Toshiba

## Críticas
De acuerdo a un artículo escrito por el CEO de iFixit Kyle Wiens, el cual fue publicado en el sitio Wired.com, Toshiba impide que los manuales de sus productos estén disponibles en Internet para imponer la obsolescencia programada impidiendo el acceso al mercado de reparaciones de esta información de técnica y de servicio.
En España se genera mucho rechazo porque publicitaron una campaña de devolver el importe de compras de televisores y ordenadores portátiles si España ganaba el Mundial 2010 y luego salieron con el requisito en ningún lugar publicado de que se debían registrar en su web para ello Facua y OCU denuncian el caso y esta pide juicios verbales a los perjudicados por la promoción de Toshiba, sin necesidad de procurador ni abogado.